# Institut for Grænseregionsforskning
Institut for Grænseregionsforskning (forkortet IFG) var en dansk sektorforskningsinstitution ved Syddansk Universitet, hvis formål var at forske og undervise i livsvilkår og historie for flertal og mindretal i europæiske grænseområder.

## Historie
Instituttet blev i 1976 oprettet i Aabenraa af det daværende Sønderjyllands Amt og Undervisningsministeriet efter en ide af historiker Troels Fink. I 2004 blev instituttet en del af Syddansk Universitet og flyttede i 2007 til kulturhuset Alsion i Sønderborg, hvor det fortsatte med at have sæde, indtil besparelser på i alt 30 mio. DKK i 2015 forårsagede afskedigelsen af 31 medarbejdere og instituttets nedlæggelse som selvstændig institution. Forskningsmiljøet blev tilknyttet Institut for Statskundskab i Odense. Generalsekretær i det tyske mindretal, Uwe Jessen, mente, at det var en svækkelse af grænseregionen, Syddansk Universitet i Sønderborg og forskningen i mindretallene.
I 2016 blev Center for Grænseregionsforskning oprettet ved Institut for Statskundskab i Odense. Centeret ledes af tidligere forskningsleder ved Institut for Grænseregionsforskning, professor Steen Bo Frandsen, og dets forskning ligger i forlængelse af den tradition, som blev skabt af instituttet.

## Opgaver
Oprindeligt havde instituttet til opgave at forske i de europæiske grænseregioner, det grænseoverskridende samarbejde og udviklingen ved den dansk-tyske grænse. Efter fusionen med Syddansk Universitet ændredes formålsbeskrivelsen til at forske og undervise i livsvilkår og historie for flertal og mindretal i europæiske grænseområder med en særlig forskningsforpligtelse over for det tyske mindretal i Sønderjylland.
Centralt på instituttet stod også forskning og undervisning i erhvervs- og regionaløkonomi, samt -udvikling, herunder grænseoverskridende samarbejde og grænsehandel, og deltagelse i internationale forskningsnetværk, samarbejde med det regionale erhvervsliv og udgivelsen af det Populærvidenskabelige tidsskrift Pluk, der præsenterede og fortsat præsenterer resultaterne fra forskningen i Sønderjylland.
Instituttet forskede især inden for problemstillinger vedrørende den dansk-tyske grænseregion og de europæiske grænseregioner generelt, og dets forskerstab var tværvidenskabeligt sammensat og dækkede både humanistiske og samfundsvidenskabelige fag. Instituttet blev landskendt for Susanne Bygvrås undersøgelser af omfanget af den dansk-tyske grænsehandel i 1980'erne.